# ناحیه بوکورون
ناحیه بوکورون (به اسپانیایی: Boquerón department) یک ناحیه در پاراگوئه است که در پاراگوئه واقع شده‌است.

## خصوصیات
ناحیه بوکورون ۹۱٬۶۶۹ کیلومترمربع مساحت و ۴۵٬۶۱۷ نفر جمعیت دارد.